# Nuku (Kapa)
Nuku ist eine kleine unbewohnte Insel in der tonganischen Inselgruppe Vavaʻu. Die Insel ist eine von zwei Inseln mit demselben Namen im Archipel Vavaʻu.

## Geographie
Nuku bildet zusammen mit Luaʻofa und der Halbinsel von Matamaka (Nuapapu) den Südrand der Bucht, in welcher die Inseln ʻOto und Aʻa liegen. Nuku ist dabei selbst ein Ausläufer der Insel Kapa.

## Klima
Das Klima ist tropisch heiß, wird jedoch von ständig wehenden Winden gemäßigt. Ebenso wie die anderen Inseln der Vavaʻu-Gruppe wird Nuku gelegentlich von Zyklonen heimgesucht.